# Super Bomberman R
Super Bomberman R (スーパーボンバーマン Ｒ?, Sūpā Bonbāman R) è un videogioco del 2017 sviluppato e pubblicato da Konami per Nintendo Switch. Primo titolo della serie Bomberman distribuito dopo la chiusura di Hudson Soft, è stato presentato durante il lancio della console Nintendo. Il gioco è stato successivamente convertito per PlayStation 4, Xbox One e Microsoft Windows.
Nel 2020 è uscita una versione battle royale del gioco per Google Stadia dal titolo Super Bomberman R Online, in seguito distribuita come free-to-play per PlayStation 4, PlayStation 5, Xbox One, Xbox Series X, Nintendo Switch e disponibile su Steam.

## Modalità di gioco
Super Bomberman R prevede due modalità di gioco, denominate storia e battaglia. Nella modalità battaglia è possibile giocare fino a 8 giocatori in multiplayer, mentre la storia può essere completata in singolo o in co-op. È possibile selezionare diversi personaggi: oltre a quelli classici della serie Bomberman figurano Goemon, Vip Viper (di Gradius), Simon Belmont, Pyramid Head e Solid Snake. Nelle conversioni per PlayStation 4, Xbox One e Microsoft Windows sono stati introdotti personaggi esclusivi tratti dalle serie Ratchet & Clank, Halo e Portal.